# 510e régiment de chars de combat
Le 510e régiment de chars de combat (510e RCC) est une unité militaire de chars de combat, regroupant des unités ayant combattu pendant la Première Guerre mondiale.

## Création et différentes dénominations
- 9 septembre 1919 : création du régiment de marche d'artillerie spéciale regroupant :
  - le 21e bataillon et la section de réparation et de dépannage no 108 du 507e régiment d'artillerie spéciale
  - le 22e bataillon du 508e régiment d'artillerie spéciale
  - le 27e bataillon et un état-major issus du 509e régiment d'artillerie spéciale
- 1er octobre 1920 : renommé 510e régiment de chars de combat
- septembre 1939 : dissolution, forme les :
  - 15e bataillon de chars de combat
  - 22e bataillon de chars de combat

## Chefs de corps
- septembre - novembre 1919 : chef de bataillon Lenoir[1]
- novembre 1919 - septembre 1927 : lieutenant-colonel (puis colonel) Gizard[1]
- septembre 1927 - décembre 1930 : lieutenant-colonel (puis colonel) Péraldi-Fiorella[1]
- décembre 1930 - septembre 1933 : colonel Dukacinski[1]
- septembre 1933 - 1936 : lieutenant-colonel Welvert[2]
- 1936 - 1938 : colonel Rampillon[1]
- 1938 - septembre 1939 : colonel Michoux[1]

## Historique des garnisons, campagnes et batailles
Le régiment est constitué le 9 septembre 1919 comme régiment de marche à l'Armée du Rhin. Le 21e bataillon (compagnies AS 361, 362 et 363) est alors en zone d'occupation anglo-belge, le 22e bataillon (compagnies AS 363, 364 et 365) à Mayence et le 27e bataillon (compagnies AS 379, 380, 381) à Germersheim. L'état-major est constitué en octobre et s'installe à Germersheim, où il est rejoint par la section de réparation et de dépannage no 108. Les trois bataillons sont équipés de chars Renault FT.

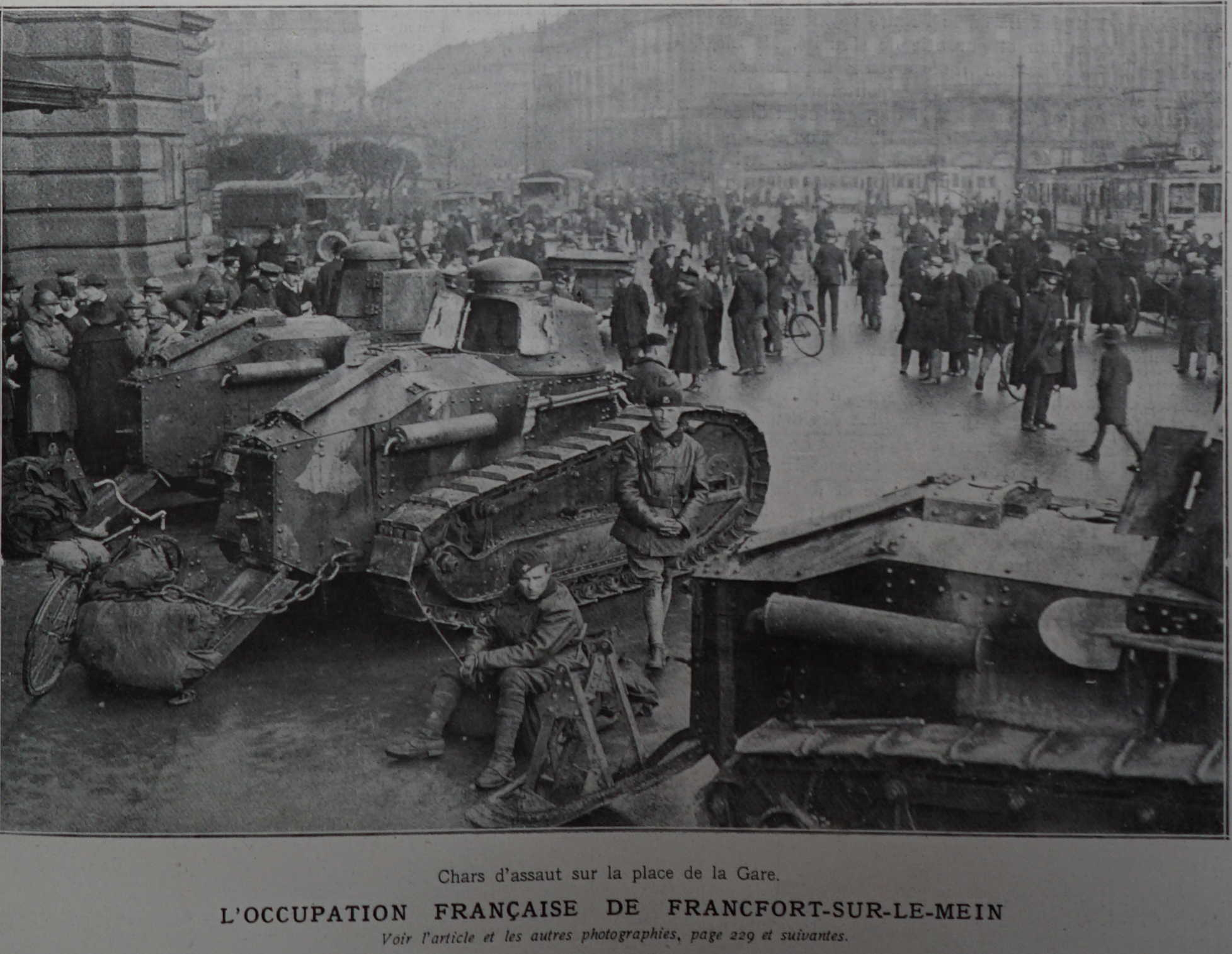
Chars FT du régiment de marche (ou) à Francfort le 6 mai 1920.

Lors de la courte entrée française en Ruhr en avril-mai 1920, le régiment déploie une puis deux compagnies à Francfort-sur-le-Main.
Le 1er octobre 1920, le régiment prend le nom de 510e régiment de chars de combat. Le 21e bataillon prend le numéro 28 et ses compagnies les numéros 382, 383 et 384, le 22e bataillon devient 29e bataillon (compagnies 385, 386 et 387) et le 27e bataillon devient le 30e bataillon (compagnies 388, 389 et 390). Le 1er octobre 1922, les bataillons sont renumérotés et deviennent respectivement Ier, IIe et IIIe bataillons du 510e RCC.
Le 1er avril 1923, le régiment est réduit à deux bataillons : le Ier bataillon est affecté au 521e RCC, le IIe au 517e, le IIIe bataillon reste au 510e mais devient IIe bataillon et un nouveau Ier bataillon du 510e RCC est formé.

En septembre 1929, le régiment est affecté à Nancy mais seul un détachement précurseur puis le premier bataillon rejoignent la nouvelle garnison le mois suivant. Le reste du régiment n'arrive dans la ville lorraine qu'en mai 1930.

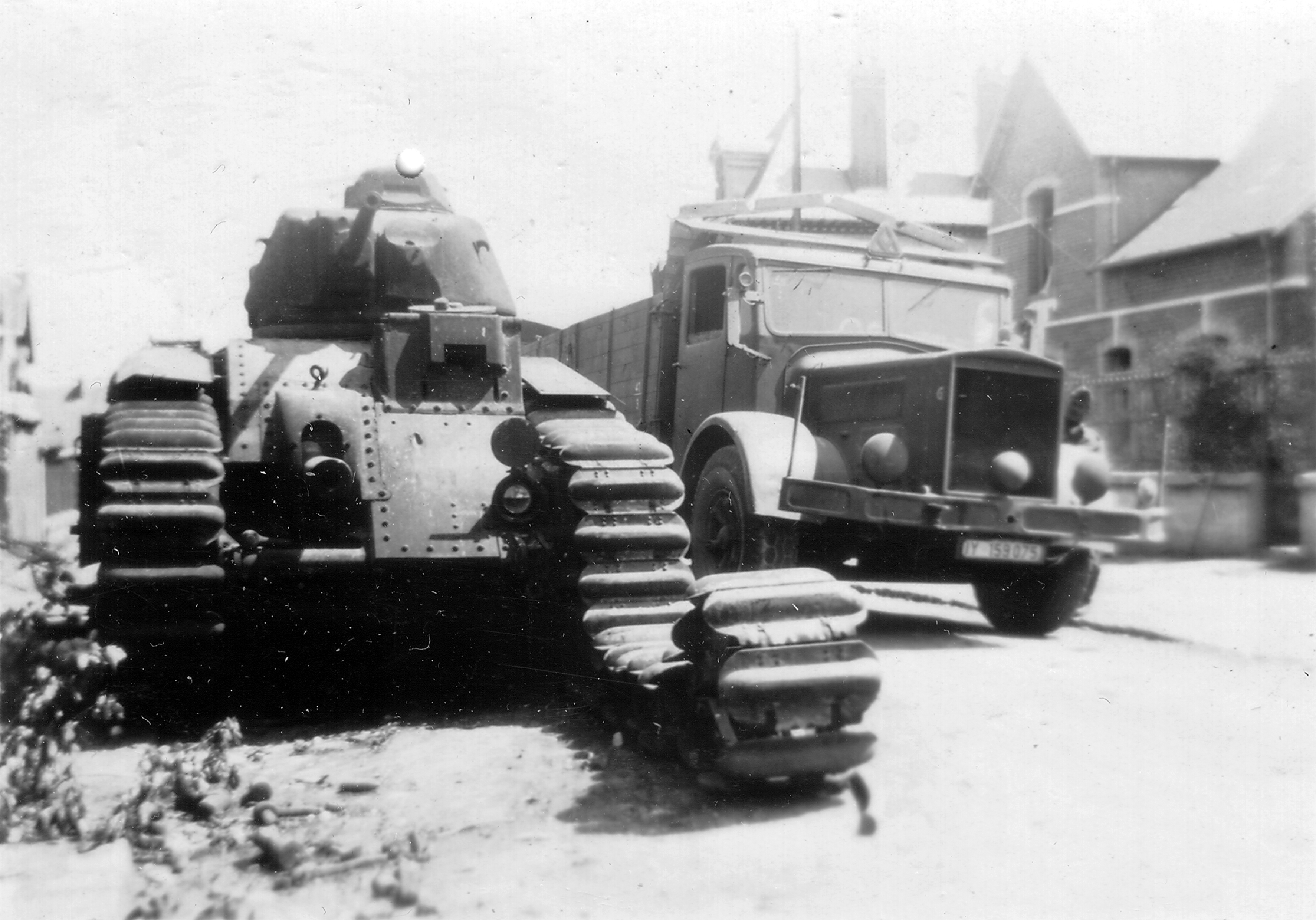
Le char B1 bis Sénégal du, créé à partir du, détruit à Saint-Simon (Aisne) le 19 mai 1940.

Le 1er juillet 1935, le II/510e RCC devient Ier bataillon du 505e RCC, l'ex-I/505e RCC devenant le nouveau IIe bataillon du 505e RCC. Le Ier bataillon du régiment est la première unité à recevoir les nouveaux chars B1 bis de février 1937 à mars 1938. 
Le régiment est dissous à la mobilisation de septembre 1939 : le Ier bataillon devient le 22e bataillon de chars de combat (chars R35) et le IIe bataillon le 15e bataillon de chars de combat (chars B1 bis).

## Traditions

### Insigne
L'insigne du régiment présente une couronne de laurier chargée du heaume et des canons croisés des chars de combat, avec en chef une salamandre (autre symbole des chars de combat) et en pointe un écu aux armes de la ville de Nancy. L'insigne est fabriqué à partir de décembre 1935.

### Étendard

Dessin du revers de l'étendard du.

Il porte, cousues en lettres d'or dans ses plis, les inscriptions suivantes :
- Cantigny 1918
- Soissonnais 1918
- Somme-Py 1918

## Personnalités ayant servi au510eRCC
- Charles Clerc, compagnon de la libération, sous-lieutenant de réserve au régiment en 1930-1931
- Édouard Welvert, général, commandant le régiment en 1933

## Sources et bibliographie
- Serge Andolenko, Recueil d'historique de l'arme blindée et de la cavalerie, Paris, Eurimprim, 1968.